# ClosedBSD
 (mars 2021).
Si vous disposez d'ouvrages ou d'articles de référence ou si vous connaissez des sites web de qualité traitant du thème abordé ici, merci de compléter l'article en donnant les références utiles à sa vérifiabilité et en les liant à la section « Notes et références ».
ClosedBSD est un dérivé de FreeBSD destiné à fournir un pare-feu (firewall) et des services NAT.
ClosedBSD est disponible comme une image de disquette de 1.4 Mo et comme une image ISO de CD-ROM de 12.8 Mo. Malgré sa petite taille, le logiciel inclut une interface basée sur ncurses entièrement fonctionnelle.
Un des avantages de ClosedBSD est qu'il peut être lancé directement depuis une disquette ou un CD-ROM, sans aucun disque dur requis. Il peut aussi fonctionner sur du matériel relativement vieux ; la version sur disquette requiert un ordinateur de type x86 avec une mémoire vive (RAM) d'au moins 8 Mo, alors que la version sur cédérom a besoin d'au minimum 32 Mo de mémoire vive.
ClosedBSD est distribué sous les termes de la licence BSD.